# Skala (Patmos)
Skala of Skála (Grieks: Σκάλα) is een stad op het Griekse eiland Patmos. De stad behoort tot de gemeente Patmos. 
Skala telt 1747 inwoners (2011).

## Geografie
Skala ligt op het midden van het eiland op ongeveer drie kilometer afstand van de hoofdstad Chora. Het is de grootste plaats van het eiland en beschikt over een haven.

## Geschiedenis
In de oudheid lag op de locatie van Skala de stad Phora.
Reeds in de 16e eeuw was de haven van Skala belangrijk, al woonde de bevolking toen nog in Chora, omdat die stad door de fortificatie beter beschermd was. Sinds de 19e eeuw wonen er ook mensen in Skala.